# Попов, Владимир Олегович
Владимир Олегович Попов (род. 1 мая 1953 года) — советский и российский биохимик, специалист в области биотехнологии и инженерной энзимологии, бывший директор Института биохимии имени А. Н. Баха РАН (2001—2015), затем Федерального исследовательского центра «Фундаментальные основы биотехнологии» Российской академии наук (2015—2019), президент Федерального исследовательского центра «Фундаментальные основы биотехнологии» (с 2019), академик РАН (2019).
Сын профессора биологии ТГМА Хомулло Галины Васильевны.

## Биография
Родился 1 мая 1953 года.
В 1975 году — окончил химический факультет МГУ, затем учился в аспирантуре и работал на кафедре химической энзимологии до 1981 года.
В 1978 году — защитил кандидатскую диссертацию, тема: «Изучение структуры и механизма действия бактериальной формиатдегидрогеназы».
В 1988 году — защитил докторскую диссертацию, тема: «Структурно-функциональные исследования формиатдегидрогеназы и гидрогеназы».
С 1981 года по настоящее время — работает в Институте биохимии имени А. Н. Баха РАН, где прошел путь от старшего научного сотрудника до директора института.
С 2001 года по 2015 год — директор Института биохимии им. А. Н. Баха РАН.
С 2015 года по 2019 год — директор ФИЦ «Фундаментальные основы биотехнологии» РАН.
С 2019 года — по н/в — научный руководитель ФИЦ «Фундаментальные основы биотехнологии» РАН.
В 1997 году — присвоено учёное звание профессора.
В 2011 году — избран членом-корреспондентом РАН.
В 2019 году — избран академиком РАН.

## Научная деятельность
Специалист в области биотехнологии и инженерной энзимологии.
Основные научные интересы связаны с изучением структуры и механизма действия ферментов и применением биокатализаторов для решения практических задач.
Провел обширный цикл работ по исследованию структуры и механизма действия NAD-зависимых дегидрогеназ. Предложен и экспериментально обоснован общий молекулярный механизм действия NAD-зависимых дегидрогеназ 2-оксокислот, обнаружен новый структурный пространственный мотив, характерный для семейства NAD-зависимых дегидрогеназ, сформулированы основные представления о структурной организации, функционировании, механизме действия и регуляции NAD-зависимых гидрогеназ. На примере гидрогеназ установлено, что металлы в нулевом состоянии окисления могут являться субстратами ферментативных реакций. Показано, что антитела могут оказывать влияние на процессы фолдинга белков.
Выполнил большой объём, имеющее практическое применение в области биотехнологии и инновационной деятельности: под его руководством создана промышленная технология биологической очистки воздуха от техногенных выбросов летучих органических соединений. Газоочистные установки успешно эксплуатируются на предприятиях России и Великобритании. Налажен выпуск диагностических наборов для неонатальной диагностики фенилкетонурии, полностью удовлетворяющий потребность России. Разработана и выполняется программа по быстрым иммунохроматографическим тестам для определения наркотических веществ, гормонов и других физиологически-активных соединений.
Автор более 300 научных работ, 1 монографии, 34 патентов РФ.
Ведет педагогическую деятельность в должности профессора биологического факультета МГУ, под его руководством подготовлено 14 кандидатов наук.

### Научно-организационная деятельность
- 1991 — Председатель учёного совета Института биохимии им. А. Н. Баха РАН
- 1996 — Председатель научного совета по биохимии РАН
- 2001 — Член редколлегии журнала «Биохимия»
- 2002 — Главный редактор журнала «Прикладная биохимия и микробиология»
- 2002 — Заместитель ответственного редактора ежегодника «Успехи биологической химии»
- 2002 — Председатель научного совета по биохимии РАН
- 2003 — Руководитель национального контактного центра по направлению «Биотехнология, сельское хозяйство и пища» европейской рамочной программы FP7
- 2005 — Представитель Российской Федерации в рабочей группе по биотехнологии ОЭСР
- 2010 — Руководитель отдела «Белковая Фабрика» НБИКС-центра национального исследовательского центра «Курчатовский институт»
- 2011 — Координатор российской технологической платформы «Биоиндустрия и биоресурсы»
- 2012 — Председатель экспертной комиссии по присуждению премии им. А. Н. Баха
- 2013 — Член редколлегии журнала «Российские нанотехнологии»

## Награды
- Медаль «В память 850-летия Москвы» (1997)[1]
- Премия Правительства Российской Федерации в области науки и техники (в составе группы, за 1997 год) — за создание технологии биологической очистки воздуха от техногенных выбросов летучих органических соединений[3]
- Премия Правительства Российской Федерации в области науки и техники (в составе группы, за 2010 год) — за создание и внедрение в отечественную практику биотехнологических методов анализа для решения социально значимых задач неонатального скрининга, контроля наркопотребления и безопасности продуктов питания[4]
- Премия имени Е. С. Фёдорова (в составе группы, за 2018 год) — за цикл работ «Структурная биология макромолекул, значимых для биотехнологии и медицины»